# Raluca Haidu

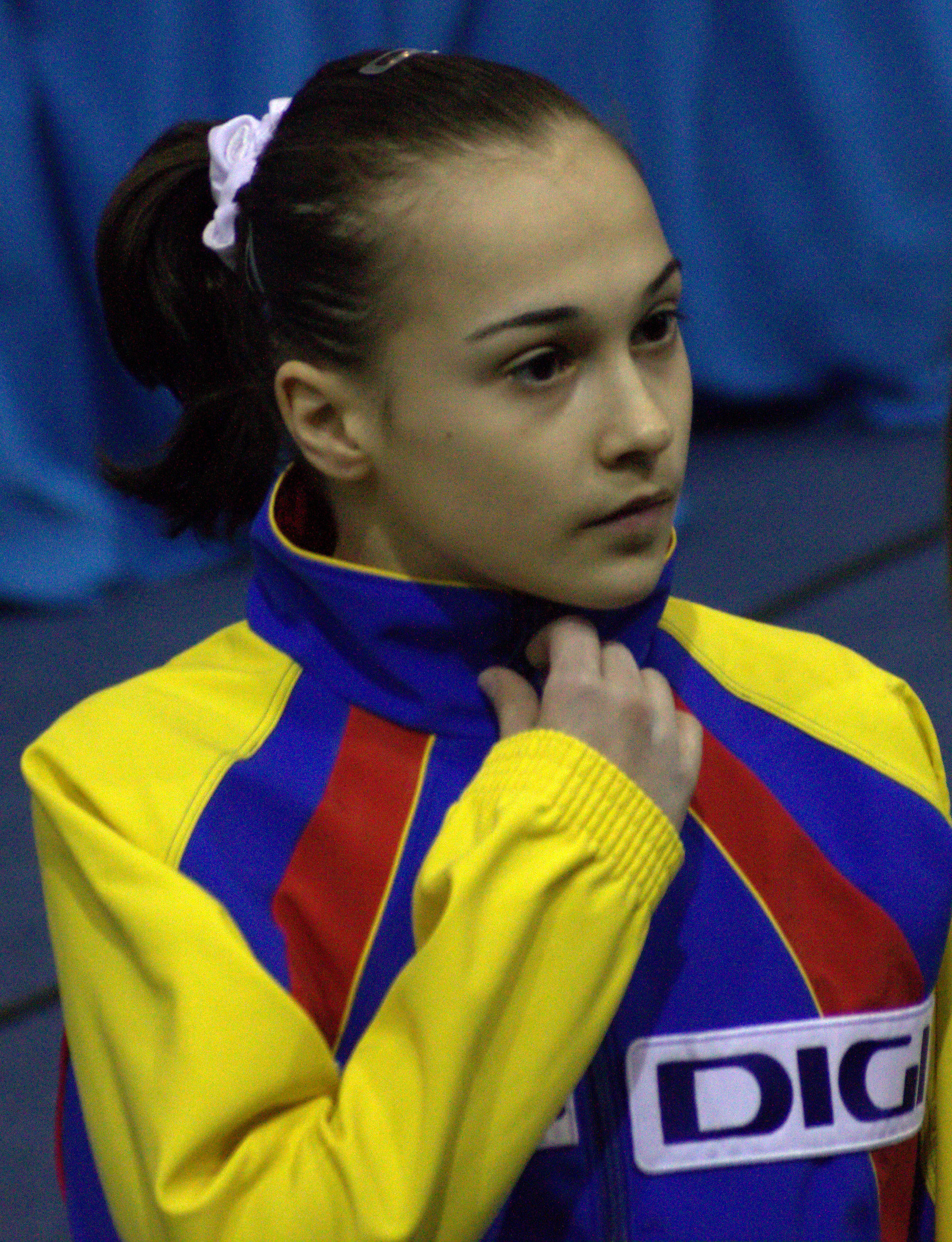
Raluca Haidu 2011

Raluca Haidu (* 20. November 1994 in Petroșani) ist eine ehemalige rumänische Kunstturnerin.
Haidu trainierte im nationalen Turnzentrum in Deva. Sie war eine der beiden Protagonistinnen in dem Dokumentarfilm Das Geheimnis von Deva, in dem die Filmemacherin Anca Lăzărescu ihr Training begleitete.
Bei den Turn-Europameisterschaften 2010 gewann Haidu zwei Bronzemedaillen, am Schwebebalken und mit der Mannschaft. Im selben Jahr nahm sie auch zum ersten Mal an den Weltmeisterschaften teil und erreichte in Rotterdam mit dem rumänischen Team den vierten Platz.
2011 wurde die rumänische Turnriege bei den Weltmeisterschaften in Tokio wieder Vierter. Bei den Turn-Europameisterschaften 2012 gewann Haidu mit Diana Bulimar, Larisa Iordache, Sandra Izbașa und Cătălina Ponor den Europameistertitel in der Mannschaftswertung. Für die Olympischen Spiele im selben Jahr wurde sie allerdings nicht nominiert.
Anfang 2013 beendete Haidu ihre Leistungssportkarriere.